# بونگوو (استان کویافسکو-پومورسکی)
بونگوو (به لهستانی:  Boniewo) یک روستا در لهستان است که در گمینا بونگوو واقع شده‌است.